# Bitwa pod Balikpapan (1942)
Bitwa pod Balikpapan – bitwa morska pomiędzy flotą amerykańską a japońską, stoczona podczas II wojny światowej w Cieśninie Makasarskiej u wybrzeży Borneo. W nocy z 23 na 24 stycznia 1942 niewielki zespół amerykańskich niszczycieli dokonał ataku na japoński konwój przeprowadzający desant w pobliżu centrum przemysłu naftowego w Balikpapan. Wykorzystując element zaskoczenia wynikający z ich błędnej identyfikacji przez dowódców japońskiej eskorty, amerykańskie okręty bez strat własnych zatopiły co najmniej 4 japońskie statki transportowe oraz okręt patrolowy. Była to pierwsza operacja bojowa amerykańskiej floty nawodnej w drugiej wojnie światowej i na jej pacyficznym teatrze, a także jej pierwsza walka od czasów wojny hiszpańsko-amerykańskiej pod koniec XIX wieku. Bitwa ta nie miała jednak większego wpływu na losy kampanii w Holenderskich Indiach Wschodnich.

## Inwazja na Holenderskie Indie Wschodnie
Równocześnie z zaskakującym atakiem na Pearl Harbor japońskie siły zbrojne rozpoczęły inwazję na europejskie i amerykańskie posiadłości kolonialne w Azji Południowo-Wschodniej. Jako pierwsze zaatakowane zostały Filipiny i brytyjskie Malaje, lecz bardzo szybko japońska ofensywa zaczęła zagrażać również holenderskim posiadłościom na wyspach archipelagu malajskiego, które wówczas wchodziły w skład Holenderskich Indii Wschodnich (obecnie Indonezja). 6 stycznia 1942 Japończycy wysadzili desant w Brunei (północne wybrzeże Borneo), inicjując w ten sposób kampanię w Holenderskich Indiach Wschodnich. 12 stycznia zdołali zdobyć bogatą w ropę wysepkę Tarakan (u północno-wschodnich wybrzeży Borneo). Równocześnie japoński desant powietrzno-morski opanował Manado na północnym cyplu Celebesu. Wreszcie 24 stycznia japoński zespół działający ze świeżo zdobytej bazy wypadowej w Manado wysadził desant w Kendari, na południowym cyplu Celebesu. Następnym celem japońskiej ofensywy miał być Balikpapan na wschodnim wybrzeżu Borneo (200 mil na południe od Tarakanu) – największe centrum wydobycia i przetwórstwa ropy naftowej w Holenderskich Indiach Wschodnich.

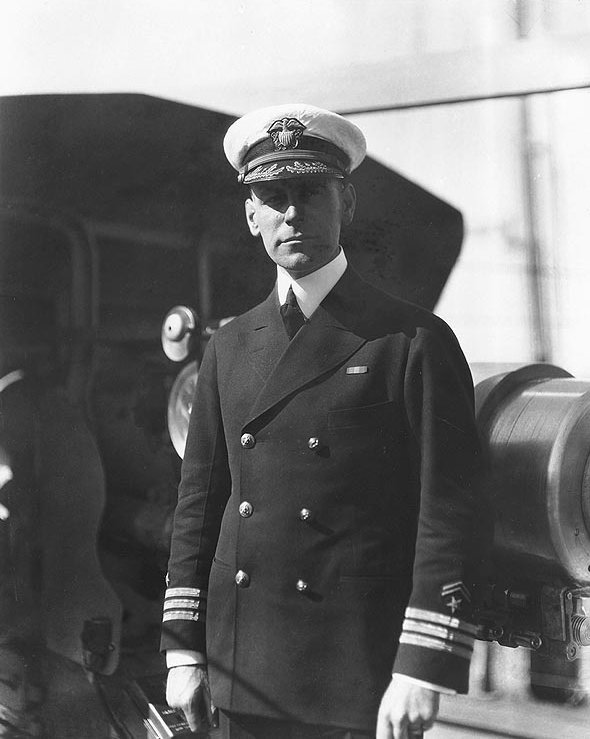
adm. William Glassford

15 stycznia 1942, celem lepszego skoordynowania obrony w Azji Południowo-Wschodniej, powołano do życia wspólne, wielonarodowe dowództwo sprzymierzonych, znane jako ABDA. Naczelne dowództwo objął brytyjski marszałek Archibald Wavell, podczas gdy dowództwo nad siłami morskimi ABDA przypadło admirałowi Thomasowi Hartowi, dotychczasowemu dowódcy amerykańskiej Floty Azjatyckiej na Filipinach. 20 stycznia 1942 patrolujące wody wokół Borneo alianckie okręty podwodne doniosły o wejściu do Cieśniny Makasarskiej dużego japońskiego konwoju, ubezpieczanego przez lekkie okręty i lotnictwo. Wysłany zwiad lotniczy stwierdził, iż konwój posuwa się na południe, wzdłuż wybrzeży Celebesu. Japoński zespół składał się z 18 statków transportowych, na pokładach których znajdowało się kilka tysięcy żołnierzy z 56. Grupy Pułkowej. Bezpośrednią eskortę konwoju stanowiły dwa niszczyciele i trzy okręty patrolowe. Z pewnej odległości osłaniał go ponadto zespół pod dowództwem kontradmirała Shōji Nishimury, w którego skład wchodził lekki krążownik „Naka” oraz dywizjon niszczycieli. W nocy z 22 na 23 stycznia japoński konwój był bezskutecznie atakowany przez amerykański okręt podwodny USS „Sturgeon”. Bardziej udany był atak podjęty następnego dnia przez holenderskie lotnictwo, któremu udało się zatopić transportowiec „Nana Maru”.

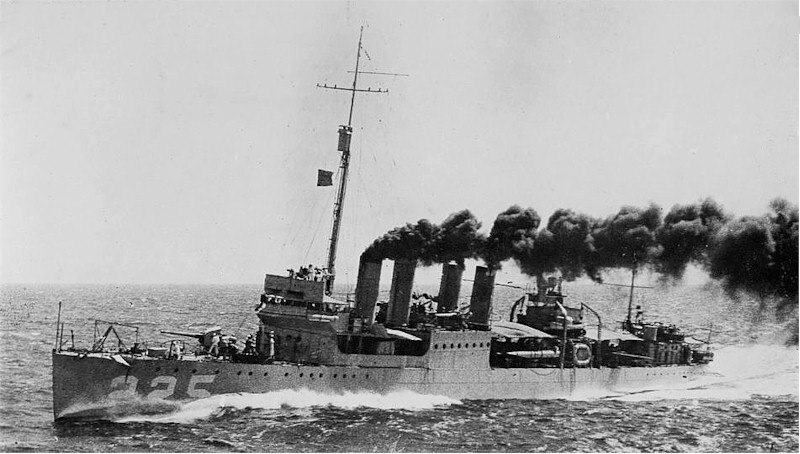
USS „Pope” (DD-225)

Zgodnie z podziałem zadań przyjętym przez dowództwo ABDA, za osłonę Cieśniny Makasarskiej odpowiadała flota amerykańska. W dyspozycji admirała Harta znajdował się zespół uderzeniowy pod dowództwem wiceadmirała Williama Glassforda, w którego skład wchodziły dwa lekkie krążowniki USS „Boise” i „Marblehead” oraz osiem okrętów 59 Dywizjonu Niszczycieli – z uwagi na ich charakterystyczne 4 kominy dominujące cały profil, zwane później czterofajkowcami. W czasie gdy japoński zespół inwazyjny zmierzał ku Balikpapan jedynie „Boise” i „Marblehead” oraz 6 z 8 niszczycieli miało w swoim zasięgu przypuszczalny cel sił japońskich. Niespodziewane wypadki spowodowały jednak, iż siła uderzeniowa amerykańskiego zespołu została jeszcze bardziej osłabiona – w Cieśninie Sape (między wyspami Sumbawa i Komodo) „Boise” wpadł na podwodną skałę która wybiła długą dziurę w kadłubie i musiał zawrócić do najbliższego portu celem dokonania napraw eskortowany przez jeden z niszczycieli zespołu. Niemal jednocześnie „Marblehead” doznał awarii turbiny, która ograniczyła jego prędkość do 15 węzłów, co spowodowało przydzielenie do jego eskorty kolejnego niszczyciela, pozostawiając w zespole uderzeniowym jedynie cztery przestarzałe niszczyciele  typu Clemson z czasów pierwszej wojny światowej: USS „John D. Ford”, „Paul Jones”, „Parrot” i „Pope”. Miały one teraz zmierzyć się z 12 nowoczesnymi niszczycielami japońskimi. Amerykański zespół, nad którym komendę objął teraz komandor Paul H. Talbot, przeszedł Cieśninę Sape, wpłynął na Morze Flores, a następnie ruszył w kierunku południowego cypla Celebesu. Był to manewr specjalnie zastosowany przez Talbota celem zmylenia Japończyków co do prawdziwej marszruty niszczycieli.

## Przebieg starcia
23 stycznia około godziny 21:30 japoński zespół zakotwiczył u wybrzeży Borneo, po czym rozpoczął wysadzanie desantu morskiego w odległości około 5 km na południowy wschód od Balikpapanu. Dwie godziny wcześniej, zespół Talbota dokonał nagłego zwrotu na zachód i wziął kurs na Balikpapan. Po kilku godzinach amerykańskim niszczycielom udało się niepostrzeżenie zbliżyć do japońskiego zgrupowania. Komandor Talbot wydał swoim okrętom rozkaz indywidualnego ataku za pomocą torped, w następnej dopiero kolejności z użyciem broni artyleryjskiej. O godzinie 2:30 amerykański zespół uderzeniowy znalazł się obok spowitego ogniem portu Balikpapan. Pożar wywołany był podpaleniem przez wycofujące się oddziały holenderskie składów ropy i benzyny. Amerykanom sprzyjał fakt, iż dzięki łunie ognia sylwetki japońskich statków rysowały się wyraźnie na tle horyzontu, a niski dym unoszący się nad wodami skrywał atakujące niszczyciele. Z pokładu amerykańskich okrętów dostrzeżono jednak cztery japońskie niszczyciele przecinające kolumnę inwazyjną. Pierwszy z nich zaczął wywoływać za pomocą lampy sygnałowej nadpływające okręty amerykańskie, które jednak nie zareagowały. Talbot zarządził za to natychmiastową zmianę kursu w celu ominięcia japońskich okrętów.

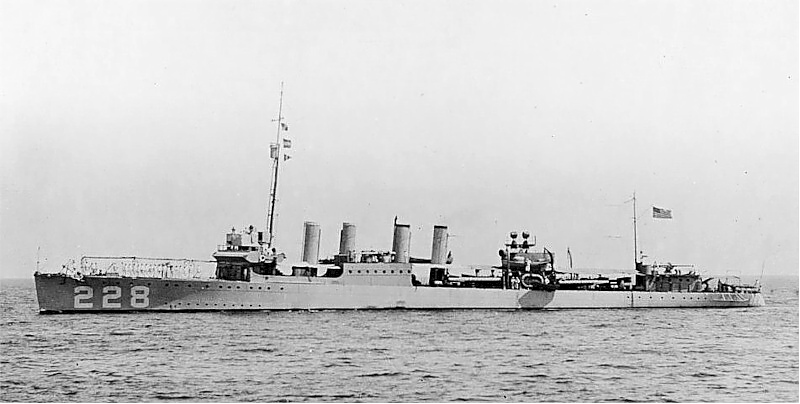
USS „John D. Ford” (DD-228)

W efekcie niszczyciele amerykańskie wpłynęły do wnętrza dużej grupy japońskich statków transportowych zakotwiczonych około 5 mil morskich od wejścia do portu. Gdy niszczyciele przepłynęły przez kotwiczące zgrupowanie statków, odpaliły salwę torped Mark VIII kalibru 533 mm. Pierwszą jednostką która wykonała atak był wiodący „Parrott”, który odpalił 3 torpedy w kierunku stojącego najbliżej dużego transportowca. Po czasie niezbędnym dla sięgnięcia przez torpedy ich celu, nie zanotowano jednak jakichkolwiek oznak detonacji. Dwie minuty później niszczyciel odpalił 5 kolejnych torped w kierunku stojącego w większej odległości, około 900 metrów, kolejnego celu – również jednak bezskutecznie. „Ford” odpalił jedną torpedę w kierunku innego statku, co także nie przyniosło efektu. Także ostatni okręt w amerykańskim szyku, „Jones” odpalił jedną torpedę w kierunku wrogiego okrętu który wyłonił się z dymu, jednak także on chybił celu. Ogółem, podczas pierwszego przejścia, amerykańskie niszczyciele z niewielkiej odległości od celów odpaliły 10 torped Mark VIII, żadna jednak z nich nie była celna.
Nie zrażony niepowodzeniem przy pierwszym podejściu, komandor Paul Talbot zarządził zwrot amerykańskiej kolumny wstecz i powtórne przejście, które okazało się być znacznie bardziej skuteczne. „Parrott”  odpalił trzy torpedy topiąc „Somanaura Maru” o ładowności 3519 ton. Dwie minuty później „Pope”, „Parrott” i „Paul Jones” odpaliły torpedy w kierunku innego statku zatapiając „Tatsukami Maru” o ładowności 7000 ton, a następnie 4 skuteczne torpedy w kierunku dużego okrętu patrolowego i transportowca „Kuretake Maru” o ładowności 5000 ton. Po wyczerpaniu torped amerykańskie niszczyciele otworzyły ogień z dział kalibru 102 mm. Oślepiona dymem i zaskoczona niespodziewanym atakiem japońska eskorta nie mogła się początkowo zorientować, czy konwój jest atakowany przez jednostki nawodne, czy też został zaatakowany przez alianckie okręty podwodne. Gdy huk dział amerykańskich niszczycieli zdradził wreszcie źródło ataku, Japończycy odpowiedzieli jedynie słabym ogniem, gdyż obawiali się przypadkowego trafienia własnych jednostek. Przed nastaniem świtu Talbot zarządził odwrót. Nishimura nie podjął za nim pościgu.

## Bilans
Przeprowadzona nieco ponad miesiąc po japońskim ataku na Pearl Harbor operacja pod Balikpapan, była pierwszą akcją bojową amerykańskich sił nawodnych od czasu bitwy w Zatoce Manilskiej w trakcie wojny hiszpańsko-amerykańskiej w 1896 roku. Była także ich pierwszą walką podczas drugiej wojny światowej. Bitwa zakończyła się zwycięstwem sił amerykańskich, którym oficjalnie zaliczono zatopienie 4 statków transportowych oraz okrętu patrolowego PC 37, o łącznym tonażu 23 496 ton (jeden transportowiec został także zatopiony przez holenderskie lotnictwo). Prawdopodobnie jednak zatopiły one lub uszkodziły kilka jednostek więcej. Japońskie straty byłyby wyższe, gdyby powiódł się pierwszy atak za pomocą broni torpedowej. Nocna bitwa pod Balikpapan była pierwszym zwycięstwem nawodnym odniesionym przez amerykańską marynarkę wojenną podczas wojny na Pacyfiku. Z nieznanych do dziś przyczyn pierwsza próba ataku nie powiodła się. Zdaniem historyka Waltera G. Winslowa, „pierwsze torpedy odpalone podczas walki na Pacyfiku, zostały wystrzelone przez doskonale wyszkolonych marynarzy niszczycieli, tymczasem tablica wyników pokazywała zero”. Próba ta wpisuje się jednak w cały ciąg amerykańskich niepowodzeń związanych z bronią torpedową, które trapiły amerykańską marynarkę wojenną aż do końca 1943 roku, kiedy udało się w końcu rozwiązać szereg problemów technicznych związanych z konstrukcjami nie wystarczająco przetestowanych przed wybuchem wojny torped.
Swój końcowy sukces pod Balikpapanem amerykańskie okręty zawdzięczały w dużej mierze nieporadności japońskich okrętów eskorty, których dowódcy błędnie wzięli wrogie okręty za własne jednostki, co zapewniło amerykańskim niszczycielom ważny element zaskoczenia. Mimo iż 59 Dywizjon Niszczycieli zatopił bez strat własnych cztery nieprzyjacielskie transportowce oraz okręt patrolowy, aliancka admiralicja rankiem 24 stycznia wyraziła głębokie rozczarowanie, iż nie wykorzystano dogodnej okazji do zatopienia większej liczby transportowców i tym samym opóźnienia japońskiego lądowania. Zwycięstwo pod Balikpapan nie miało bowiem większego przełożenia na dalszy przebieg kampanii w Holenderskich Indiach Wschodnich. Już 25 stycznia 1942 Japończycy zajęli bez walki niebroniony Balikpapan, po czym kontynuowali podbój Borneo oraz desanty na innych wyspach archipelagu.